# 克拉蒂河

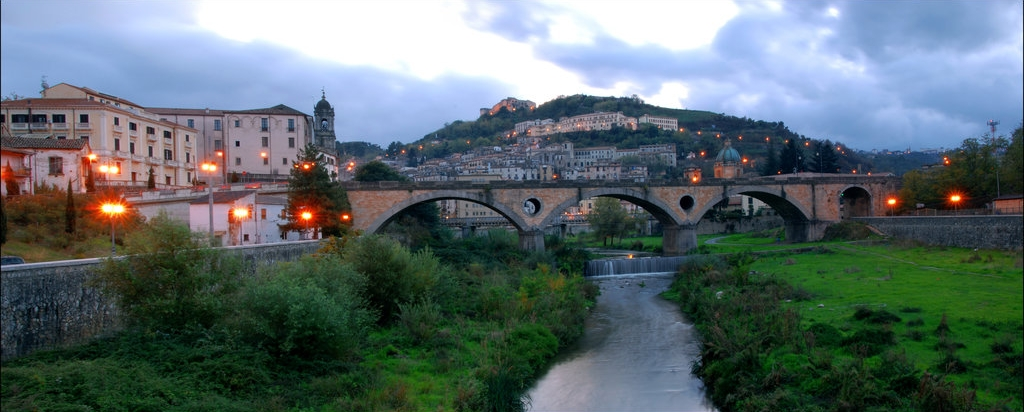

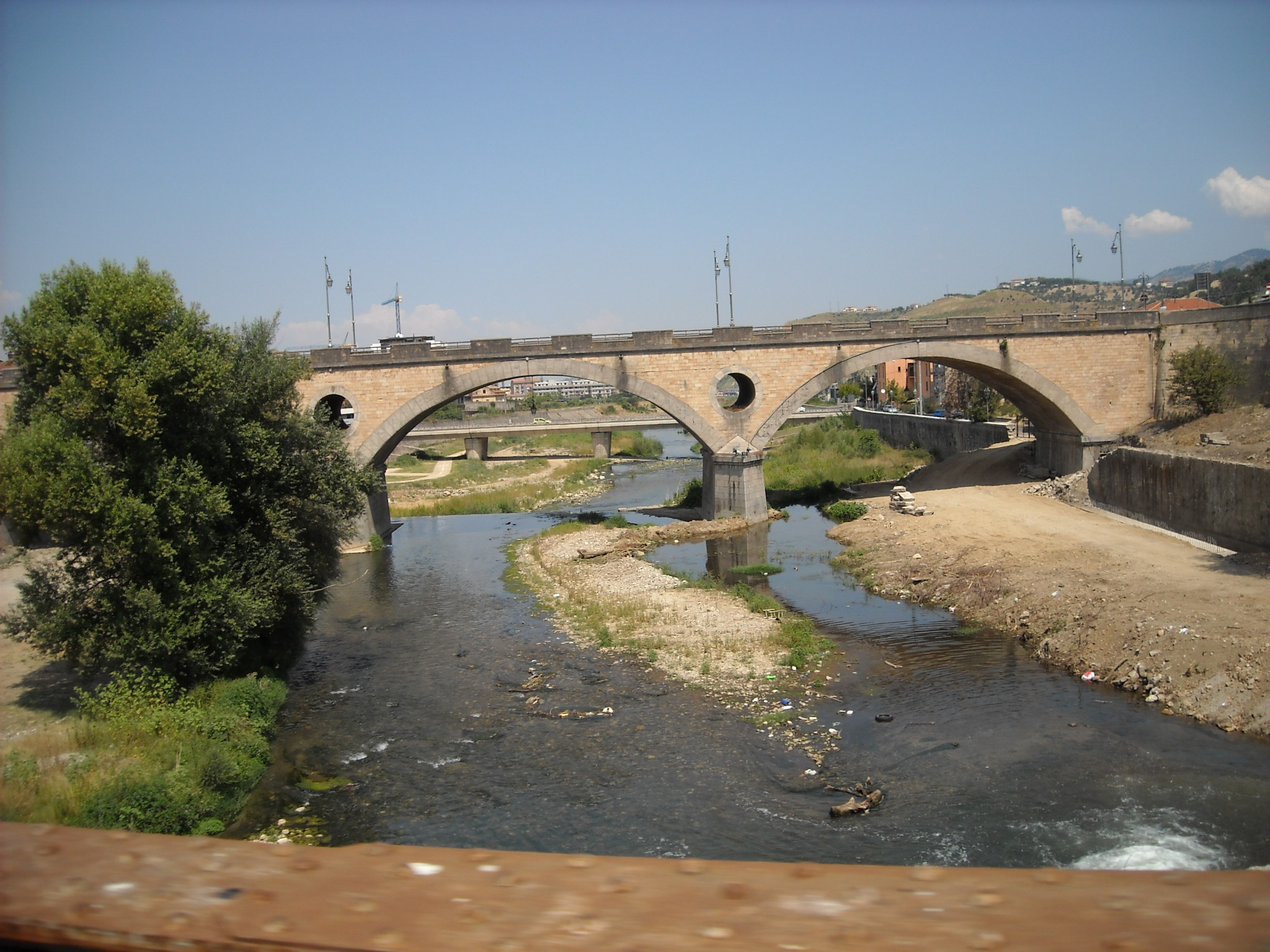

克拉蒂河是意大利的河流，位於該國南部卡拉布里亞，河道全長91公里，流域面積2,440平方公里，平均流量每秒36立方米，發源自阿普里利亞諾，最終注入塔蘭托灣。